# Friedrich Moll (Pharmazeut)
Friedrich Theodor Moll (* 18. Mai 1930 in Tübingen; † 25. Februar 2024) war ein deutscher Apotheker und Lebensmittelchemiker sowie Professor für pharmazeutische Technologie an der Johannes-Gutenberg-Universität Mainz.

## Leben

### Kindheit und Jugend
Friedrich Moll wuchs in Reutlingen auf. Er war Sohn der aus einer saarländischen Apothekerfamilie stammenden Mathilde Moll, geborene Ott, und des Lehrers Josef Moll, der promovierter Lehrer (Oberstudienrat) und später Schulleiter der Theodor Heuss Schule in Reutlingen war.
Friedrich Moll besuchte die Jos-Weiss-Schule in Reutlingen. Nach einem Praktikum bei einem Uhrmachermeister (1945/1946), für das er die Schulausbildung unterbrach, schloss er 1950 die Schulausbildung mit dem Abitur am Friedrich-List Gymnasium in Reutlingen ab.
Im Anschluss machte er ein pharmazeutisches Praktikum in der Apotheke Eningen, das er 1952 mit dem pharmazeutischen Vorexamen abschloss. Bis zu dem Jahr 1969 bestand die Apothekerausbildung aus einer zwei Jahre dauernden Berufsausbildung in einer Apotheke mit anschließendem, mindestens drei Jahre dauerndem Pharmaziestudium.

### Studium
Friedrich Moll studierte von 1952 bis 1958 Pharmazie und Lebensmittelchemie an der Eberhard Karls Universität Tübingen. Er schloss das Studium der Pharmazie 1955 mit dem pharmazeutischen Staatsexamen ab. Die praktische Zeit legte er in der Universitäts-Apotheke Tübingen und im Landesuntersuchungsamt ab. Nachdem er in 1956 als Apotheker approbiert war, legte er 1958 auch die Lebensmittelchemiker-Hauptprüfung ab.

### Wissenschaftliche Laufbahn
Von 1958 bis 1960 promovierte Friedrich Moll bei Harry Auterhoff über Reaktionen von Alkaloiden sekundären Amincharakters mit Formaldehyd. Er wurde 1960 mit der Note summa cum laude zum Dr. rer. nat. promoviert. Im Anschluss arbeitete er als Wissenschaftlicher Assistent im Arbeitskreis Auterhoff, zunächst von 1960 bis 1963 an der Technischen Hochschule Braunschweig, dann von 1964 bis 1968 an der Eberhard Karls Universität Tübingen, wo er 1968 Oberassistent wurde und 1972 außerplanmäßiger Professor.
Im Jahr 1966 habilitierte er sich in Pharmazeutischer Chemie über das Thema Kondensierte Azetidinone-(2) und übernahm als Oberassistent im Arbeitskreis Auterhoff zunehmend auch Aufgaben in der Lehre. Er wurde 1970 im Rahmen des Forschungsstipendiums Carl Mannich gefördert und hatte ab 1972 eine außerplanmäßige Professur an der Eberhard Karls Universität Tübingen inne.
Er übernahm 1974 das Ordinariat für Pharmazeutische Technologie an der Universität Mainz. Dort amtierte er von 1979 bis 1981 und erneut 1985/1986 als Dekan im Fachbereich Pharmazie.
Von 1984 bis 1991 war er Geschäftsführender Leiter des Instituts für Pharmazie.
Er wurde 1998 emeritiert.
Die Forschungsgebiete und Publikationen betrafen zu Beginn alkaloidchemische Themen, in der Folge wandte er sich dem noch jungen Fach Pharmazeutische Technologie zu. Aus der Galenik entwickelte sich ab Beginn der 1960er Jahre die Pharmazeutische Technologie und Biopharmazie (auch Arzneiformenlehre), die mit der Approbationsordnung von 1971 Teil der wissenschaftlichen Ausbildung der Apotheker wurde. In den 1970er Jahren wurden an den Pharmaziefakultäten neue Lehrstühle und Forschungsbereiche für Pharmazeutische Technologie aufgebaut.
Moll veröffentlichte 102 Publikationen und betreute 37 Doktorarbeiten sowie eine Habilitation.
Er war Mitglied der Gesellschaft Deutscher Chemiker, der Deutschen Pharmazeutischen Gesellschaft, in der er Vorsitzender der Landesgruppe Rheinland-Pfalz war, und der Gesellschaft für Arzneipflanzenforschung.
Friedrich Moll war ab 1965 mit der Pharmazeutin (Mr. pharm.) Helga Moll, geborene Dick, verheiratet und hatte drei Kinder (Beate, Monika und Peter). Er war römisch-katholisch, CDU-Mitglied und Sportler.
Er starb im Februar 2024 im Alter von 93 Jahren.

### Mitgliedschaften und Interessensgebiete
- Mitglied der deutschen Pharmazeutischen Gesellschaft[4], dort 1974 bis 1990 Vorsitzender der Landesgruppe Rheinland-Pfalz
- Nach seiner Emeritierung galt sein Interesse der Landesgeschichte, von 2006 bis 2018 war er Mitglied im Forschungsverbund Universitätsgeschichte und führte  Zeitzeugeninterviews durch.[5]
- Moll war Mitglied der CV Verbindung AV Cheruskia Tübingen.

## Schriften (Auswahl)

### Dissertation und Habilitation
- Über Reaktionen von Alkaloiden sekundaren Amincharakters mit Formaldehyd. Mathematisch-naturwissenschaftliche Dissertation, 22. Februar 1960.
- Kondensierte Azetidinone-(2). Habilitationsschrift Tübingen, 1. Dezember 1966.

### Veröffentlichungen (Auswahl)
- mit R. Ries: Biodegradable Microtablets Made of Low Molecular Weight Polyglycolic Acid. In: Arch. Pharm. (Weinheim). 324, 1991, S. 939–940. DOI:10.1002/ardp.2503241123.
- mit  G. Köller, E. Köller und W. Kuhn: Protonenresonanz-Mikro-Imaging der Diffusions- und Quellungsvorgänge von Poly(L-, DL-)Lactid-Tabletten. In: Pharm. Ind. 53, 1991, S. 955–958.
- mit P. Knoblauch: In vitro pulsatile and continous transdermal delivery of buserelin by iontophoresis. In: Journal of Controlled Release. 26, 1993, S. 203–212. DOI:10.1016/0168-3659(93)90187-A.
- mit C. Schmidt, R. Wenz und B. Nies: Antibiotic in vivo I in vitro release, histocompatibility and biodegradation of gentamicin implants based on lactic acid polymers and copolymers. In: Journal of Controlled Release. 37, 1995, S. 83–94.
- mit C. Schmidt: Indikationsbezogene Freisetzung des Gyrase-Hemmers Ofloxacin aus 	bioabbaubaren Implantaten. In: Pharm. Ind.. 58, Nr. 2, 1996.
- mit M. Becker und P. Langguth: In-vitro-Freisetzung von Diclofenac aus halbfesten Arzneiformen. In: Pharm. Ind. 65, 2003, S. 1274–1278.

### Bücher
- Biochemie und biopharmazeutische Untersuchungsverfahren. 1974.
- mit Helmut Bender: Biopharmazeutische Untersuchungsverfahren. Wissenschaftliche Verlags Gesellschaft, Stuttgart 1994, ISBN 978-3-8047-1322-2.
- mit Peter Heilmann: Die Entwicklung der Pharmazie an der Mainzer Universität nach 1945. In: Pharmazie in Mainz, Historische und aktuelle Aspekte. Verlag für Wissenschafts und Regionalgeschichte Dr. Michael Engel, Berlin 2006, ISBN 978-3-929134-51-3.
- als Hrsg. mit Michael Kißener: Ut omnes unum sint (Teil 3): Gründungsprofessoren der Chemie und Pharmazie. Steiner Verlag, Wiesbaden 2009. https://www.ub.uni-mainz.de/de/zeitzeugenerinnerungen